# Xysticus kurilensis
Xysticus kurilensis is een spinnensoort uit de familie van de krabspinnen (Thomisidae).
De wetenschappelijke naam van de soort werd in 1907 gepubliceerd door Embrik Strand.